# Osterndorf
Osterndorf est un quartier de la commune de Beverstedt, dans le Land de Basse-Saxe.

## Histoire
Le 1er juillet 1971, Osterndorf est incorporée à la commune de Beverstedt.

## Personnalités
- Carl Vinnen (1863-1922), peintre.